# جونو (فلم)
جونو (بالإنجليزية: Juno) هو فيلم أمريكي من نوع دراما \ كوميدي رومنسي من بطولة إليوت بيج واخراج جيسون ريتمان ومن كتابة ديابلو كودي.
القصة تحكي عن فتاة مراهقة اسمها جونو تقيم علاقة جنسية مع صديقها فينتج عنها حمل وتقع في مشاكل حمل المراهقات وتواجه مشكلة الاحتفاظ به ام وضعه للتبني.
حقق الفيلم نجاحاً تجاري هائل، كما حصل على مراجعات إيجابية جداً من النقاد، الكثير من المواقع والمجلات صنفته ضمن أفضل 10 أفلام في عام 2007، حصل على 4 ترشيحات للأوسكار وفاز بواحدة. إليوت بيج حصل على ترشيح كأفضل دور له في الاوسكار، وفاز بجائزة الغولدن غلوب كأفضل دور.

## وصلات خارجية
- الموقع الرسمي
- صفحة فيلم جونو على موقع شركة فوكس
- مقالات تستعمل روابط فنية بلا صلة مع ويكي بيانات
- مدونة المخرج جاسون ريتمان على فوكس سيرتشلايتس

لا توجد روابط لمواقع التواصل الاجتماعي.